# Selin Toy
Selin Toy est une joueuse de volley-ball turque née le 13 juillet 1993 à Ankara. Elle mesure 1,90 m et joue au poste de centrale.

## Clubs
| Club                  | De        | À         |
| --------------------- | --------- | --------- |
| Çankaya Belediyesi    | 2006-2007 | 2006-2007 |
| İller Bankası Ankara  | 2007-2008 | 2016-2017 |
| Anakent Spor Kulübü   | 2017-2018 | 2017-2018 |
| PTT Spor Kulübü       | 2018-2019 | 2018-2019 |
| Bolu Belediyespor     | 2019-2020 | 2019-2020 |
| TED Ankara Kolejliler | 2020-2021 | …         |